# Spinodares jenningsi
Spinodares jenningsi är en insektsart som beskrevs av Bragg 1998. Spinodares jenningsi ingår i släktet Spinodares och familjen Heteropterygidae. Inga underarter finns listade i Catalogue of Life.